# Cuscuta monogyna
Cuscuta monogyna ist eine Pflanzenart aus der Gattung Seide (Cuscuta) in der Familie der Windengewächse (Convolvulaceae). Wie alle Arten dieser Gattung ist sie ein Vollparasit.

## Beschreibung
Cuscuta monogyna ist eine meist einjährige krautige Pflanze. Sie besitzt dicke Stängel.
Die Blüten sind etwa 3 bis 4 mm groß. Sie sind sitzend oder kurz gestielt und stehen in ährenähnlichen Blütenständen aus ein- bis vierblütigen Spirrchen. Der Kelch ist glockenförmig und in etwa 2/3 so lang wie die Kronröhre oder nahezu genauso lang. Die Kelchzipfel sind kreisförmig-eiförmig, stumpf und überlappen sich einander. Sie sind etwas gekielt und haben einen fein gekerbten Rand. Die Kronzipfel sind eiförmig, stumpf, fein gekerbt und aufrecht. Sie sind etwa halb so lang wie die zylindrische Kronröhre. Die Staubbeutel ragen nicht über die Krone hinaus. Die Schuppen am Grund der Kronröhre sind gezähnt und reichen fast bis an die Staubfäden. Der Fruchtknoten ist kugelförmig-kegelförmig. Die Griffel ist ähnlich lang wie die Narbe.
Die Früchte sind Kapseln, auf deren Spitze die Reste der Krone stehen. Die Samen sind 3 bis 3,5 mm lang.
Die Chromosomenzahl beträgt 2n = 28 oder 30.

## Vorkommen
Diese Art kommt von Europa bis zur Mongolei und Pakistan vor und im nordwestlichen Afrika. Sie parasitiert hauptsächlich an Sträuchern und Bäumen, auf der Iberischen Halbinsel beispielsweise auf Retama sphaerocarpa, Dittrichia viscosa und Tamarix-Arten.

## Systematik
Man kann folgende Unterarten unterscheiden:
- Cuscuta monogyna subsp. esquamata (Engelm.) Plitmann: Sie kommt von der westlichen und südwestlichen Türkei bis zum Iran vor.[2]
- Cuscuta monogyna subsp. monogyna